# S/2003 (2003 UN284) 1
S/2003 (2003 UN284) 1, também escrito como S/2003 (2003 UN284) 1, é o objeto secundário do corpo celeste denominado de 2003 UN284. Ele é um objeto transnetuniano que tem cerca de 180 km de diâmetro e orbita o corpo primário a uma distância de 55 500 ± 4 550 km.

## Descoberta
S/2003 (2003 UN284) 1 foi descoberto no dia 24 de outubro de 2003 pelos astrônomos R. L. Millis e K. B. Clancy, através do programa Deep Ecliptic Survey usando o Observatório de Kitt Peak que está situado no Arizona, EUA e sua descoberta foi anunciada em 05 de dezembro de 2002.